# Shin'ichi Sakamoto
Pour les articles homonymes, voir Sakamoto.
坂本 眞一
Œuvres principales
- Ascension
- Innocent
- #DRCL midnight children

Shin'ichi Sakamoto (坂本 眞一, Sakamoto Shin'ichi), né le 19 juillet 1972 à Osaka, est un mangaka japonais.

## Biographie
Shin'ichi Sakamoto est né le 19 juillet 1972 dans la région d'Osaka. En 1990, il remporte le prix H☆S du Weekly Shōnen Jump de Shūeisha. Il publie dans ce magazine la série Bloody Soldier à partir de 1995, puis Motor Commando Guy en 1996. En 2000, le manga Ichigeki, scénarisé par Tanaka Seiichi, est prépublié dans le Weekly Shōnen Sunday de l'éditeur Shōgakukan. L'auteur retourne finalement travailler pour le Weekly Shōnen Jump dans lequel sont publiées ses séries suivantes.

## Style et influences
L'auteur revendique l'influence de Tetsuo Hara, le dessinateur de Ken le survivant. Lors d'une interview en 2024, il mentionne également l'impact du manga shojo sur son travail, son épouse étant elle-même une dessinatrice shojo. Une filiation évidente peut être faite entre certains personnages d'Innocent, comme Marie-Josèphe Sanson, et La Rose de Versailles (Lady Oscar) publié en 1972 dans un magazine shojo par Riyoko Ikeda, sans qu'il ne cite pourtant explicitement l’œuvre comme référence.
Shin'ichi Sakamoto travaille exclusivement en numérique dans son studio du quartier de Shibuya. Pour Innocent et #DRCL midnight children, qui se déroulent pendant la Révolution française et l'Angleterre victorienne, il lui arrive de photographier des assistants en costume d'époque pour utiliser ces images comme base de ses dessins numériques,.

## Œuvre
- 1995 : Bloody Soldier (ブラッディ・ソルジャー?) (1 volume)
- 1995 : Shinsengumi ibun - hitorimushi (新撰組異聞 火取虫?) (1 volume)
- 1995 : Klan (1 volume)
- 1996 : Motor Commando Guy (モートゥル・コマンドーGUY?) (2 volumes)
- 2004 : Kiômaru (scénario d'Arajin) (5 volumes)
- 2005 : Nés pour cogner (7 volumes)
- 2008 : Ascension (scénario de Yoshio Nabeta) (17 volumes)
- 2013 : Innocent (9 volumes)
- 2015 : Innocent - Rouge (12 volumes)
- 2021 : #DRCL midnight children

### Collectifs
- 2016 : Les Rêveurs du Louvre, Futuropolis

## Récompenses et expositions
- 2010 : Excellence Award du Japan Media Arts Festival pour Kokō no Hito (Ascension)[8]
- 2015 : Nomination au Prix Manga Taishô
- 2021 : Excellence Award du Japan Media Arts Festival pour Innocent Rouge[8]
- 2024 : Shin'ichi Sakamoko est l'un des invités du 51e Festival de la bande dessinée d'Angoulême[9]. Il présente à cette occasion une expérience immersive autour de sa dernière œuvre #DRCL dans la chapelle du lycée Guez de Balzac[10] ainsi qu'une masterclass[11].